# Wartenberg (Hessen)
Wartenberg ist eine Gemeinde im Osten des mittelhessischen Vogelsbergkreis.

## Geografie

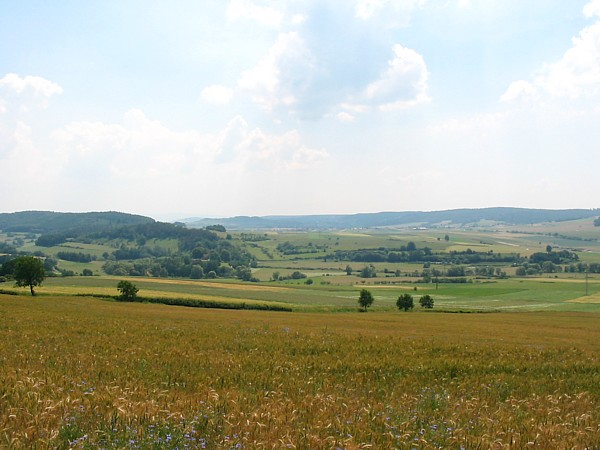
Das wartenbergische Gebiet

Die Gemeinde liegt an den östlichen Ausläufen des Vogelsberges, etwa 17 Kilometer westlich von Fulda und 3 Kilometer südöstlich der Stadt Lauterbach (Hessen) in einer waldreichen Mittelgebirgslandschaft. Das Gebiet befindet sich in einer Höhe zwischen 248 und 494 Meter über NN. Der Waldanteil der Gemarkungsfläche beträgt 22,05 km² (= 56 Prozent). Durch die Gemeinde fließt die Lauter, die sich in Bad Salzschlirf mit der Altefeld zur Schlitz verbindet. Die Hauptwindrichtungen in Wartenberg sind Nord-Ost sowie Süd-West. In Hochdruckperioden die windschwach sind, in erster Linie im Herbst und Winter, neigen die Täler zu Nebelbildung. Besonders durch die dicht bewaldeten Berghänge erfolgt ein abendlicher Zufluss reiner und frischer Waldluft, wodurch besonders nach heißen und schwülen Tagen, angenehme Abkühlung sichergestellt ist. In unmittelbarer Nähe beginnt der „Naturpark Vulkanregion Vogelsberg“.
Wartenberg grenzt im Norden an die Stadt Schlitz, im Osten an die Gemeinden Bad Salzschlirf und Großenlüder (beide Landkreis Fulda), im Süden an die Stadt Herbstein, sowie im Westen an die Stadt Lauterbach.
Die Gemeinde besteht aus den beiden Ortsteilen Angersbach und Landenhausen.
Mit 3.888 Einwohnern mit Hauptwohnsitz ist Wartenberg heute die drittgrößte Gemeinde im Vogelsbergkreis. Die Bevölkerung besteht aus 1.916 weiblichen und 1.972 männlichen Personen. Die Einwohnerzahlen verteilen sich auf die Ortsteile wie folgt (Stand 31. Dezember 2020):
| Ortsteil     | Einwohner |
| ------------ | --------- |
| Angersbach   | 2.520     |
| Landenhausen | 1.368     |
| Gesamt       | 3.888     |

## Geschichte

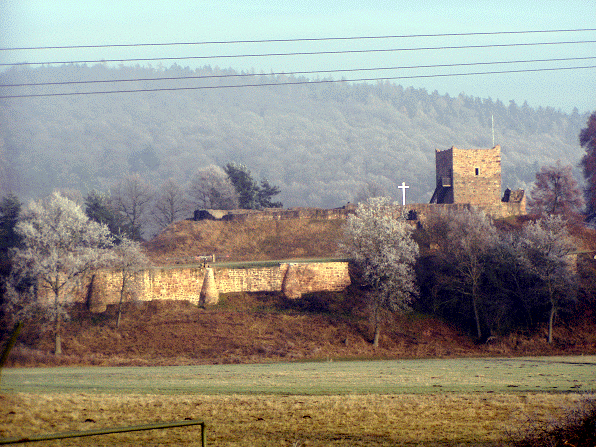
Burgruine Wartenberg: Gab Angersbach und Landenhausen nach ihrem Zusammenschluss 1972 den Namen und 1978 das Wappen

Der 20. September 812, Datum der ersten urkundlichen Erwähnung im Codex Eberhardi von Angersbach und Landenhausen, gilt als der offizielle Beginn der Ortsgeschichte, wenngleich der Beginn der Besiedlung dieses Gebietes viel weiter bis in die vorchristliche Zeit zurückreicht. Wartenberg ist folglich, geht man von dem Jahr 812 aus, fast 1.200 Jahre alt. Aus einer Fuldaer Urkunde des Jahres 1114 gehen die Namen des Heinrich von Landenhausen und dessen Sohn Herold von Landenhausen hervor.
Im 12. Jahrhundert gab es folgerichtig noch das Geschlecht derer von Landenhausen. Auch die Nennung des Geschlechts von Angersbach in derselben Urkunde lässt darauf schließen, dass sich die Herren von Landenhausen und von Angersbach nahestanden. Im 12. und 13. Jahrhundert unterlagen die beiden Ortsteile dem Herrschaftsgebiet des Adelsgeschlecht derer von Wartenberg, deren Burg in den Jahren um 1220 von Friedrich von Angersbach (ab 1232 Friedrich von Wartenberg genannt) auf dem „Wartenbachhügel“ in Angersbach erbaut wurde. Die Befestigung wurde jedoch im Jahre 1265 durch Truppen von Bertho II. von Leibolz, Abt zu Fulda, der eine Stiftsfehde mit dem Stiftsvogt Graf von Ziegenhain austrug, zu dessen Untervögten die Wartenberger zählten, zerstört. Das Geschlecht derer von Wartenberg starb folglich gegen Ende des 13. Jahrhunderts aus. Durch eheliche Verbindungen gelangte das Eigentum der Wartenberger mit allen Rechten an die Herren von Eisenbach. Ab diesem Zeitpunkt bestimmte und wirkte das Rittergeschlecht der Riedesel über Jahrhunderte in der Region.
Im 18. und 19. Jahrhundert wanderten viele Menschen aus der Region aus.
Nach dem Zweiten Weltkrieg, der auch in den beiden Dörfern viele Opfer forderte, bestand die Hauptaufgabe darin das dörfliche Leben wieder zu strukturieren. Vor allem wurden hunderte von Heimatvertriebene aus den ehemaligen deutschen Ostgebieten in das dörfliche Leben integriert.
Die Gemeinde Wartenberg entstand im Rahmen der Gebietsreform in Hessen am 1. August 1972 durch Landesgesetz aus den bis dahin selbstständigen Gemeinden Angersbach und Landenhausen. Erster offizieller Bürgermeister der neuen Gemeinde wurde Karl Hans Roth aus Angersbach. Die Burgruine Wartenberg gab Angersbach und Landenhausen nach ihrem Zusammenschluss den Namen und 1978 das Wappen. Im Juni 2007 feierte die Gemeinde ihr 35-jähriges Jubiläum.

## Politik

### Gemeindevertretung
Die Kommunalwahl am 14. März 2021 lieferte folgendes Ergebnis, in Vergleich gesetzt zu früheren Kommunalwahlen:
| Sitzverteilung in der Gemeindevertretung 2021Insgesamt 19 Sitze - SPD: 5 - Grüne: 2 - WAL: 4 - FW: 5 - CDU: 3 | Parteien und Wählergemeinschaften | Parteien und Wählergemeinschaften           | % 2021 | Sitze 2021 | % 2016 | Sitze 2016 | % 2011 | Sitze 2011 | % 2006 | Sitze 2006 | % 2001 | Sitze 2001 |
| Sitzverteilung in der Gemeindevertretung 2021Insgesamt 19 Sitze - SPD: 5 - Grüne: 2 - WAL: 4 - FW: 5 - CDU: 3 | FWGW                              | Freie Wählergemeinschaft Wartenberg         | 28,0   | 5          | 46,5   | 9          | 43,1   | 8          | 42,3   | 10         | 37,6   | 9          |
| Sitzverteilung in der Gemeindevertretung 2021Insgesamt 19 Sitze - SPD: 5 - Grüne: 2 - WAL: 4 - FW: 5 - CDU: 3 | SPD                               | Sozialdemokratische Partei Deutschlands     | 23,6   | 5          | 39,2   | 7          | 38,4   | 7          | 36,8   | 8          | 43,6   | 10         |
| Sitzverteilung in der Gemeindevertretung 2021Insgesamt 19 Sitze - SPD: 5 - Grüne: 2 - WAL: 4 - FW: 5 - CDU: 3 | CDU                               | Christlich Demokratische Union Deutschlands | 17,7   | 3          | 14,3   | 3          | 18,5   | 4          | 20,9   | 5          | 18,6   | 4          |
| Sitzverteilung in der Gemeindevertretung 2021Insgesamt 19 Sitze - SPD: 5 - Grüne: 2 - WAL: 4 - FW: 5 - CDU: 3 | GRÜNE                             | Bündnis 90/Die Grünen                       | 10,3   | 2          | —      | —          | —      | —          | —      | —          | –      | –          |
| Sitzverteilung in der Gemeindevertretung 2021Insgesamt 19 Sitze - SPD: 5 - Grüne: 2 - WAL: 4 - FW: 5 - CDU: 3 | WAL                               | Wartenberger Liste                          | 20,4   | 4          | —      | —          | —      | —          | —      | —          | –      | –          |
| Sitzverteilung in der Gemeindevertretung 2021Insgesamt 19 Sitze - SPD: 5 - Grüne: 2 - WAL: 4 - FW: 5 - CDU: 3 | WGL                               | Wählergemeinschaft Landenhausen             | —      | —          | —      | —          | —      | —          | —      | —          | 0,2    | 0          |
| Sitzverteilung in der Gemeindevertretung 2021Insgesamt 19 Sitze - SPD: 5 - Grüne: 2 - WAL: 4 - FW: 5 - CDU: 3 | Gesamt                            | Gesamt                                      | 100,0  | 19         | 100,0  | 19         | 100,0  | 19         | 100,0  | 23         | 100,0  | 23         |
| Sitzverteilung in der Gemeindevertretung 2021Insgesamt 19 Sitze - SPD: 5 - Grüne: 2 - WAL: 4 - FW: 5 - CDU: 3 | Wahlbeteiligung in %              | Wahlbeteiligung in %                        | 58,8   | 58,8       | 57,9   | 57,9       | 49,0   | 49,0       | 45,4   | 45,4       | 54,4   | 54,4       |

### Bürgermeister
Nach der hessischen Kommunalverfassung wird der Bürgermeister für eine sechsjährige Amtszeit gewählt, seit dem Jahr 1993 in einer Direktwahl, und ist Vorsitzender des Gemeindevorstands, dem in der Gemeinde Wartenberg neben dem Bürgermeister ehrenamtlich ein Erster Beigeordneter und fünf weitere Beigeordnete angehören. Bürgermeister ist seit dem 18. Januar 2015 Olaf Dahlmann (SPD). Er wurde als Nachfolger von Manfred Dickel, der nach vier Amtszeiten nicht wieder kandidiert hatte, am 25. Mai 2014 im ersten Wahlgang bei 72,8 Prozent Wahlbeteiligung mit 57,2 Prozent der Stimmen gewählt. Es folgte eine Wiederwahl im November 2020.
Amtszeiten der Bürgermeister
- 2015–2027 Olaf Dahlmann (SPD)[10]
- 1991–2015 Manfred Dickel[11]
- 1972–1991 Karl-Hans Roth (zuvor Bürgermeister von Angersbach)[14]

### Wappen und Flagge
Wappen

Blasonierung: „In grünem Schild ein silberner Schrägrechtsbach, darüber in der linken Ecke ein sechsstrahliger goldener Stern.“
Das Wappen wurde der Gemeinde Wartenberg am 16. Juni 1978 durch den Hessischen Innenminister genehmigt. Gestaltet wurde es durch den Darmstädter Heraldiker Georg Massoth.
Das Wappen wurde, wie auch die Gemeindeflagge, von der früheren Gemeinde Angersbach übernommen, die es bereits seit 1951 führte. Es basiert auf dem Wappen der, von der Burg Wartenberg stammenden Herren von Angersbach.
 Flagge 
Die Flagge wurde gemeinsam mit dem Wappen genehmigt und wird wie folgt beschrieben:
„Auf breiter weißer Mittelbahn, beseitet von zwei schmäleren grünen Seitenbahnen, das Gemeindewappen.“

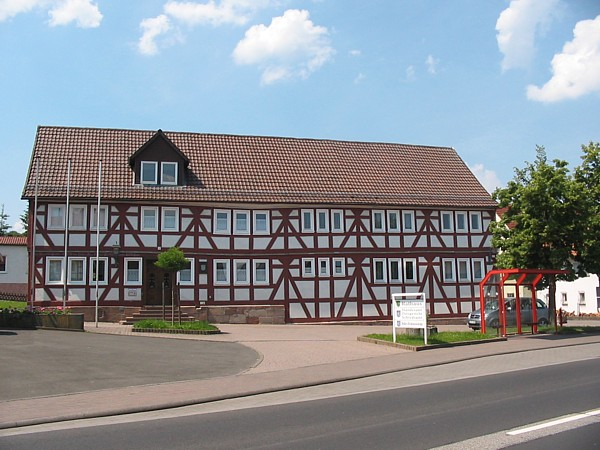
Rathaus (Wartenberg)

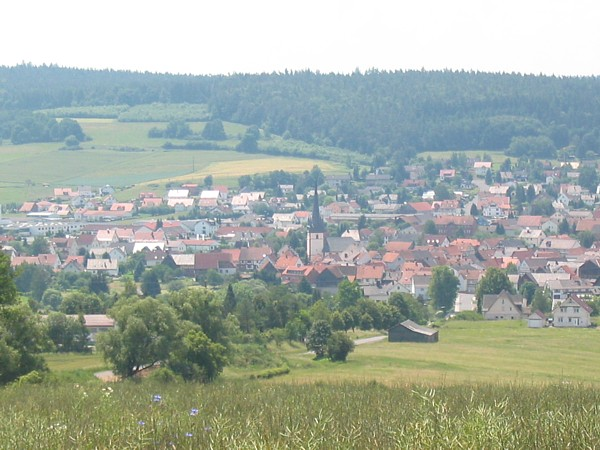
Angersbach, erstmals am 20. September 812 urkundlich erwähnt

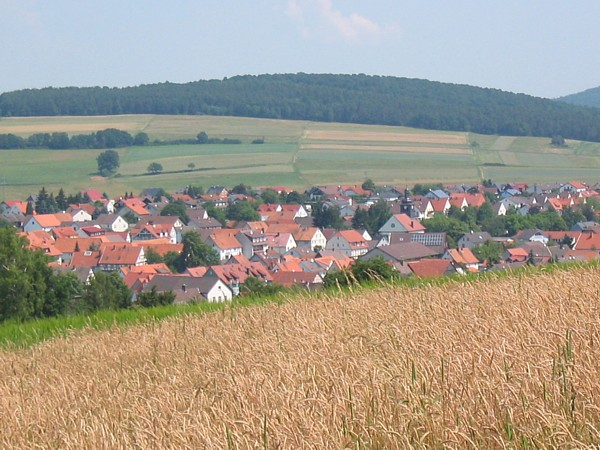
Landenhausen, erstmals am 20. September 812 urkundlich erwähnt

## Religion

### Evangelische Kirche

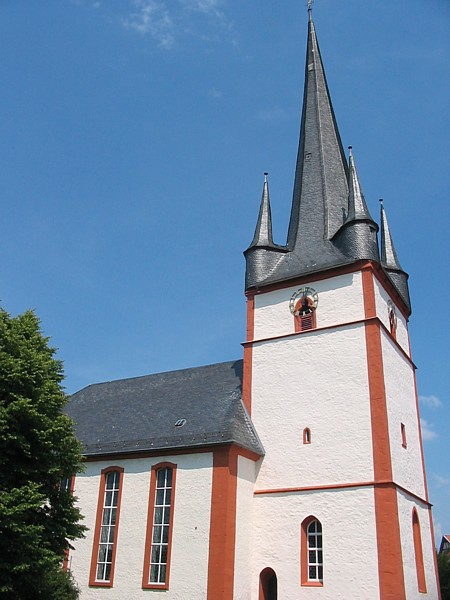
Evangelische Kirche zu Angersbach

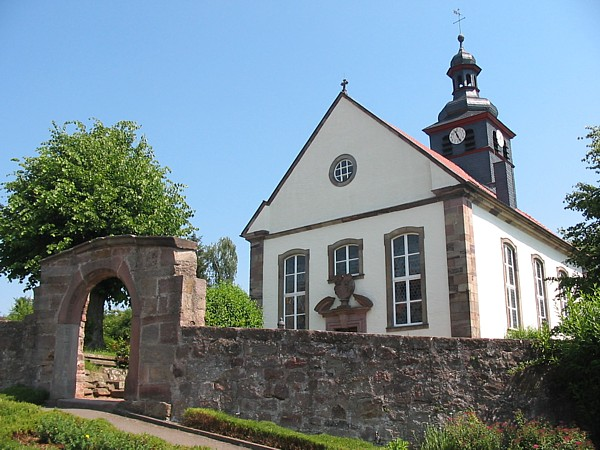
Evangelische Kirche zu Landenhausen

Der größte Teil der Bevölkerung – etwa 3000 Menschen (= 72 Prozent der Bevölkerung) – in Wartenberg gehört der Evangelischen Kirche an. Dementsprechend befinden sich in Wartenberg zwei evangelische Kirchenbauten mit jeweiligen aktiven Kirchengemeinden, welche der Evangelischen Kirche in Hessen und Nassau angehören. Die evangelische Kirche in Angersbach wurde im Jahr 1763 das letzte Mal umgebaut. Das Gebäude der evangelischen Kirche zu Landenhausen wurde am 14. Oktober 1748 vollendet.
Die Landeskirchliche Gemeinschaft Chrischona befindet sich im Ortsteil Landenhausen.

### Katholische Kirche

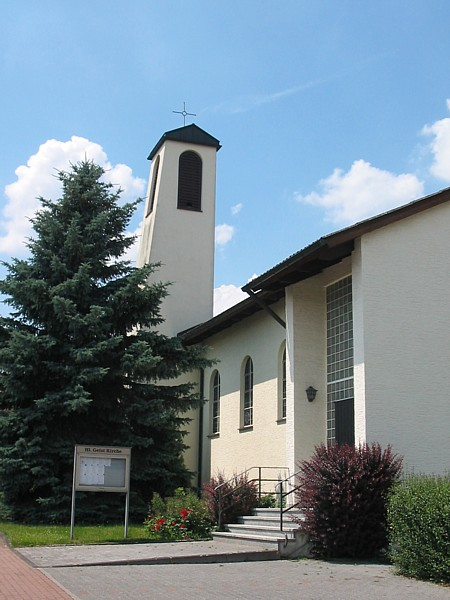
Katholische Kirche zu Angersbach

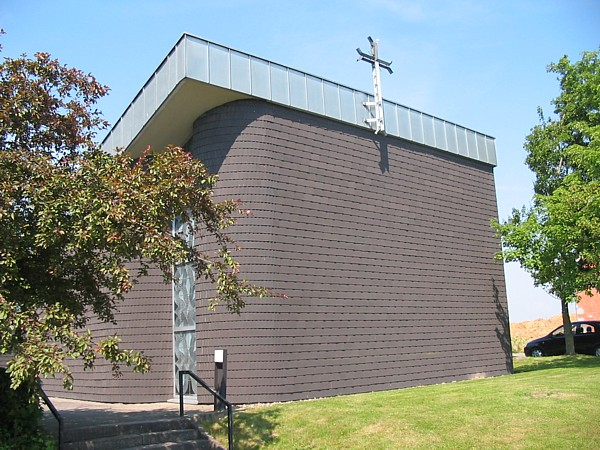
Katholische Kirche zu Landenhausen

Darüber hinaus bekennen sich über 600 Menschen (= 16 Prozent der Bevölkerung) zur römisch-katholischen Kirche. Die Filialkirchen Angersbach und Landenhausen gehören der Pfarrei St. Peter und Paul Lauterbach-Schlitz an (bis 2008: St. Michael und St. Bonifatius), welche dem Bistum Mainz zugeordnet wird. Der katholischen Filialgemeinde Angersbach übergab man somit am 16. Dezember 1962 ein eigenes Kirchengebäude. Weiterhin wurde im Jahr 1973 in Landenhausen eine katholische Filialkirche in Form einer modernen Kapelle errichtet.
Etwa 500 Menschen gehören anderen Konfessionen oder Strömungen an beziehungsweise sind konfessionslos.

## Kultur und Sehenswürdigkeiten

### Bauwerke

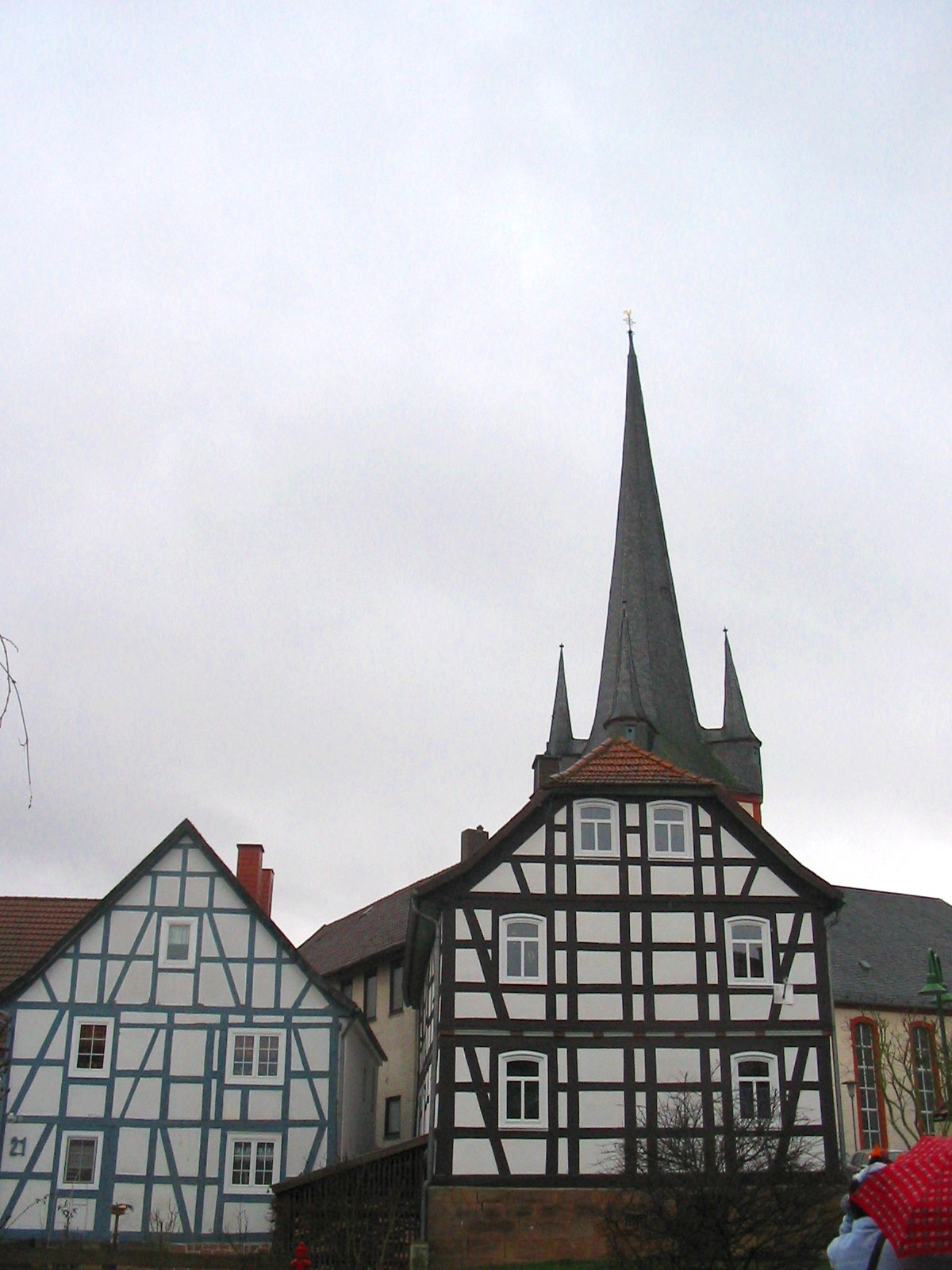
Fachwerkbauten, Turm der in der Gotik erbauten ev. Kirche zu Angersbach

- Burgruine Wartenberg

Eine Burganlage aus der Stauferzeit. In den Jahren um 1220 ließ Friedrich von Angersbach (ab 1232 Friedrich von Wartenberg genannt) auf dem „Wartenbachhügel“ diese Burg erbauen.
- Wartenberg OVAL

Das Wartenberg Oval ist ein Veranstaltungsplatz und ein multifunktionaler Gebäudekomplex. Die 800 Quadratmeter große Halle mit Nebenräumen entstand in moderner Architektur in einjähriger Bauzeit und soll für Ausstellungen und Tagungen der heimischen Betriebe sowie Kultur- und Informationsveranstaltungen genutzt werden. Baubeginn war im April 2003, die Eröffnungsveranstaltung fand im September 2004 statt.
- Evangelische Kirche Angersbach

Eine Kirche, die im Jahr 1763 das letzte Mal umgebaut wurde. Der Turm in seinen ältesten Teilen ist über 500 Jahre alt. Ein bedeutsames Kunstwerk ist das Fresko an der Turminnenseite aus dem 12. Jahrhundert. Es zeigt das Bild des Heiligen Georg.
- Evangelische Kirche Landenhausen

Am 14. Oktober 1748 wurde der Kirchenbau vollendet. Über dem Westportal ist als schöne Steinmetzarbeit das Wappen der Freiherren Riedesel zu Eisenbach angebracht. Der Kirchhof ist ummauert und hat ein rundbogiges Renaissanceportal aus dem Jahre 1588. Der Taufstein vor dem Altar stammt aus dem Jahre 1661.
- Katholische Kirche Landenhausen

Für den Bau einer katholischen Kirche in Landenhausen setzte sich Geistlicher Rat Friedrich Faßhauer, der das katholische Pfarramt von 1967 bis 1973 in Lauterbach innehatte, ein. Als moderne Kapelle mit Gemeindezentrum wurde sie am Steinweg 8 gebaut und am 11. Februar 1973 von dem damaligen Mainzer Weihbischof Wolfgang Rolly auf den Namen „Maria, Hilfe der Christen“ geweiht.
- Katholische Kirche Angersbach

Am 16. Dezember 1962 wurde durch Domkapitular Finck aus Mainz eine eigene Kirche geweiht mit dem Namen „Zum Heiligen Geist“. Zu einem Schmuckstück wurde die Kirche in Angersbach nach Abschluss der Innenrenovierung im Jahr 2006. Nach einem Entwurf von dem Maler und Grafiker Alois Plum aus Mainz wurde die künstlerische Gestaltung vorgenommen.

Impressionen aus Wartenberg
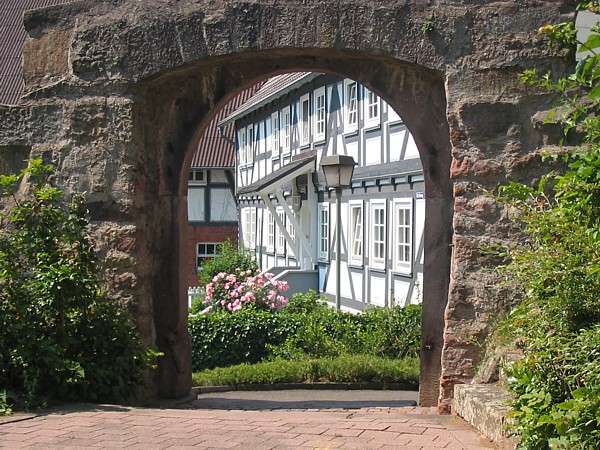
Renaissanceportal mit der Jahreszahl 1588 und Fachwerkhaus von 1697 in Landenhausen
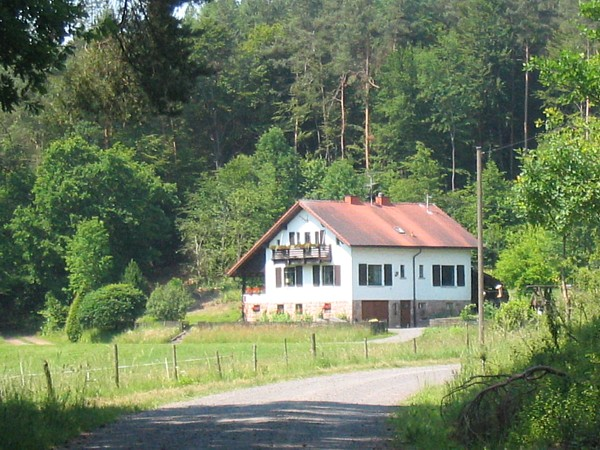
Forsthaus „Im Erlich“ Landenhausen
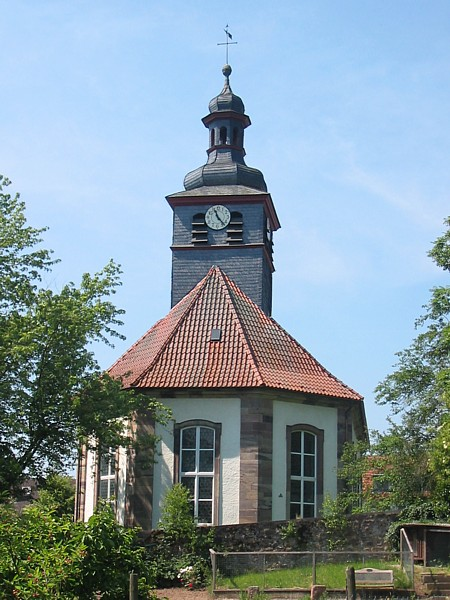
Evangelische Kirche in Landenhausen

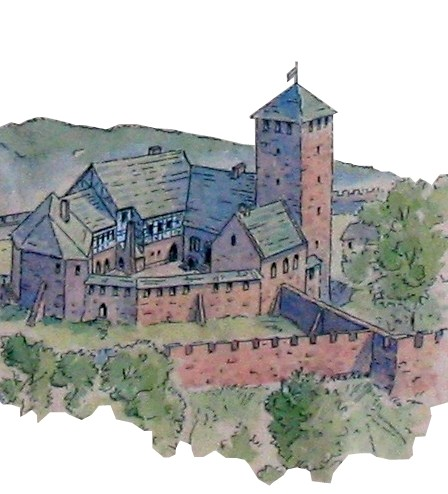
Rekonstruktion der Burg Wartenberg
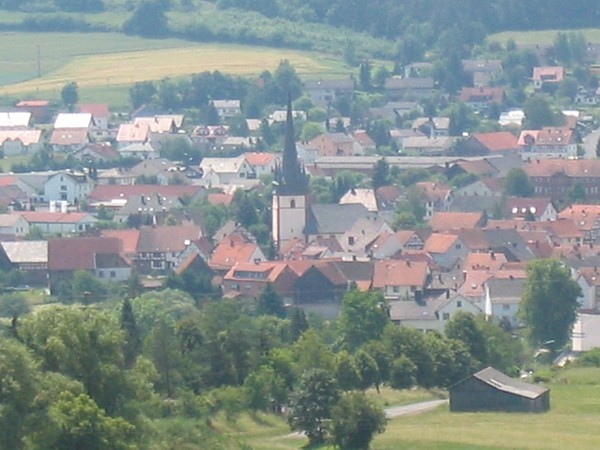
Blick auf den alten Ortskern von Angersbach mit Kirche
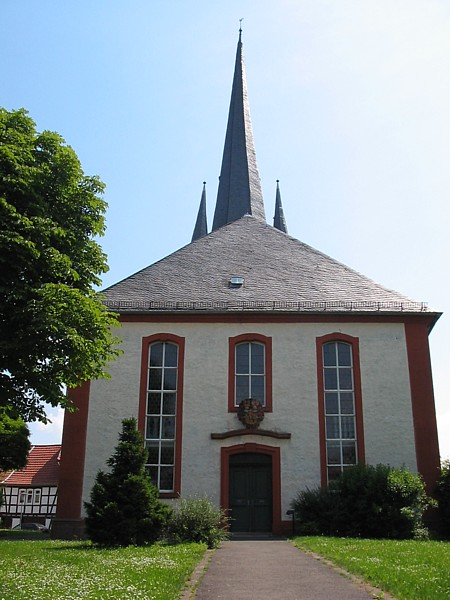
Evangelische Kirche in Angersbach

### Orchester und Chöre
- Musikverein Landenhausen e. V.; gegründet 1909
- Männergesangverein 1891 Landenhausen; gegründet 1891
- Männergesangverein „Eintracht“ Angersbach
- Vocalensemble Contraste, gegründet 1997

### Kreisjugendheim und Zeltlager

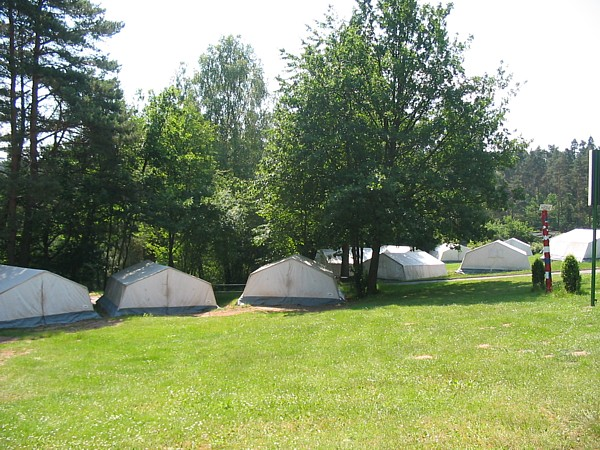
Kreisjugendheim und Zeltlager Landenhausen

Das bereits im Jahr 1958 erbaute Kreisjugendheim und Zeltlager im Wartenberger Ortsteil Landenhausen liegt zwischen Lauterbach und Fulda in einer ruhigen Lage am Waldrand oberhalb des Ortes. Von diesem Standort aus sind am Horizont die Höhen der Rhön (Wasserkuppe, Pferdskopf und Milseburg) und ein weiter Blick in das Fuldaer Land hinein gegeben. Das Jugendheim bietet Platz für 61 Personen. Ausgestattet ist das Jugendheim mit einem Speisesaal, drei Seminarräumen, einem Fotolabor, einem Werkraum und einer Medien- und Seminarausstattung. Um das Kreisjugendheim gelegen, befindet sich das Zeltlager mit insgesamt 24 Zelten und 220 Schlafplätzen. Ebenso befindet sich ein Fußballplatz mit Flutlicht auf dem Gelände. Eine Lagerfeuer- und Grillstätte ist ebenfalls vorhanden.

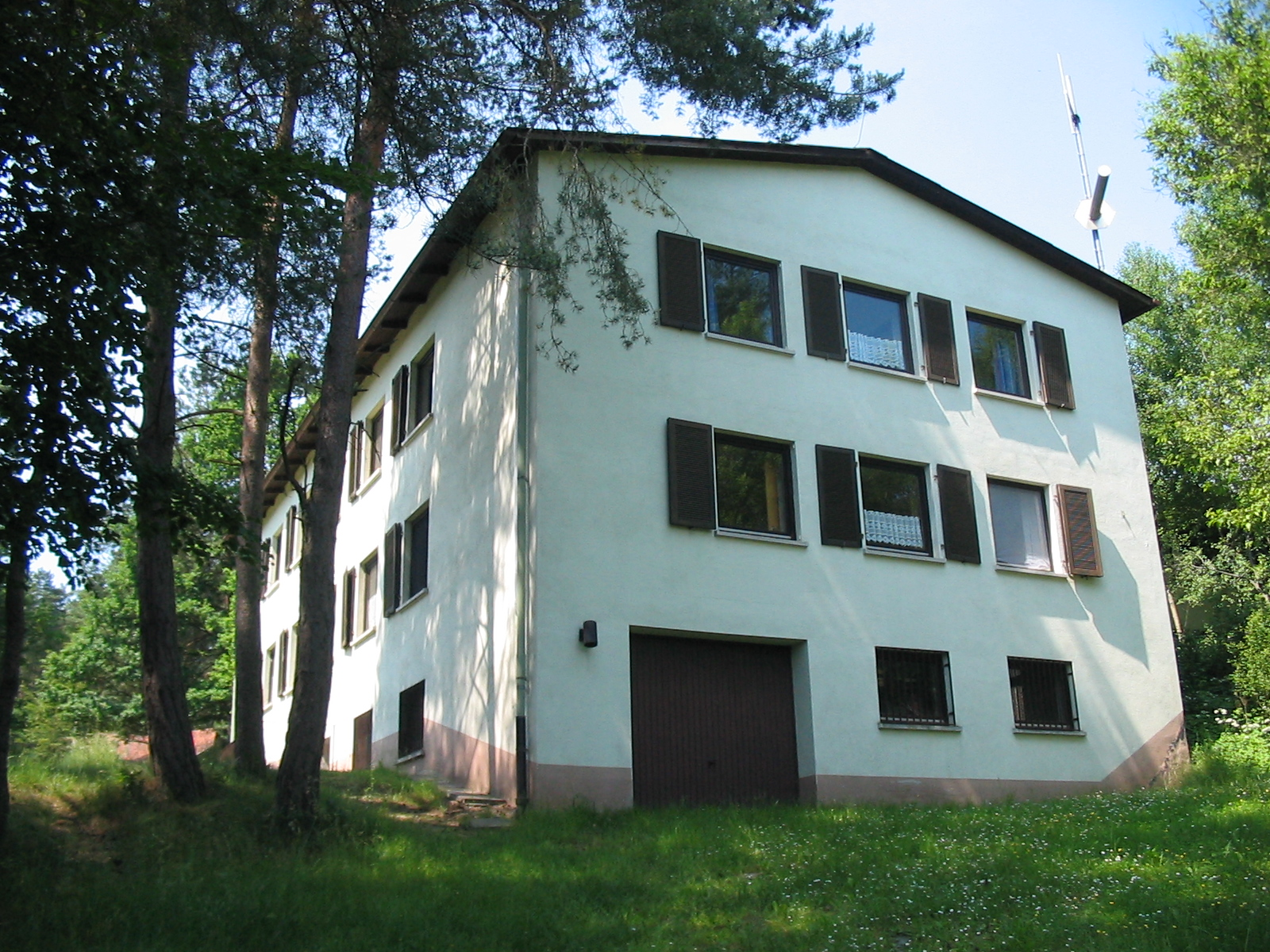
Kreisjugendheim – Teil des Gebäudetraktes
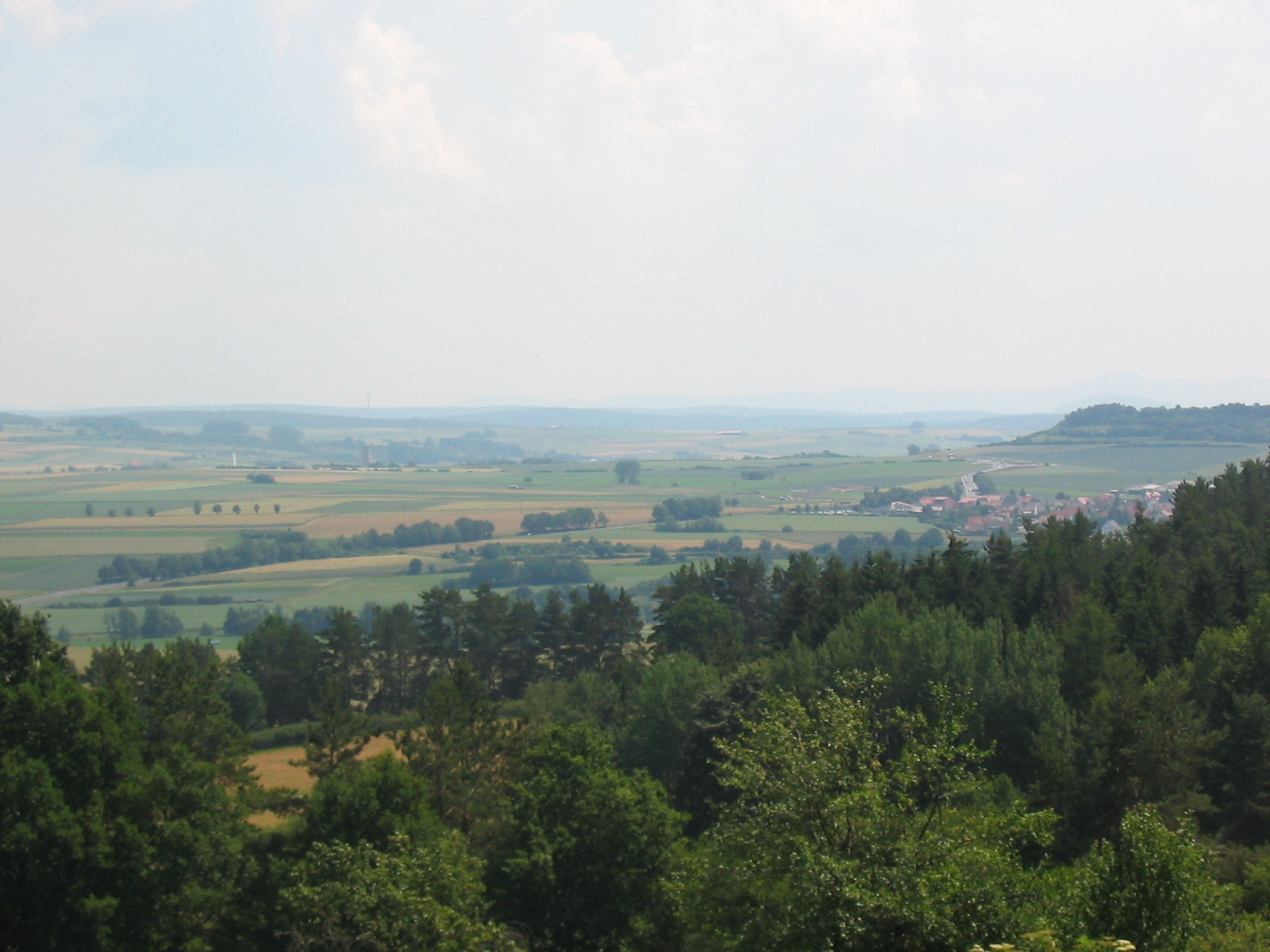
Weiter Blick vom Zeltlager Landenhausen aus in das Fuldaer Land hinein bis hin zu den Höhen der Rhön
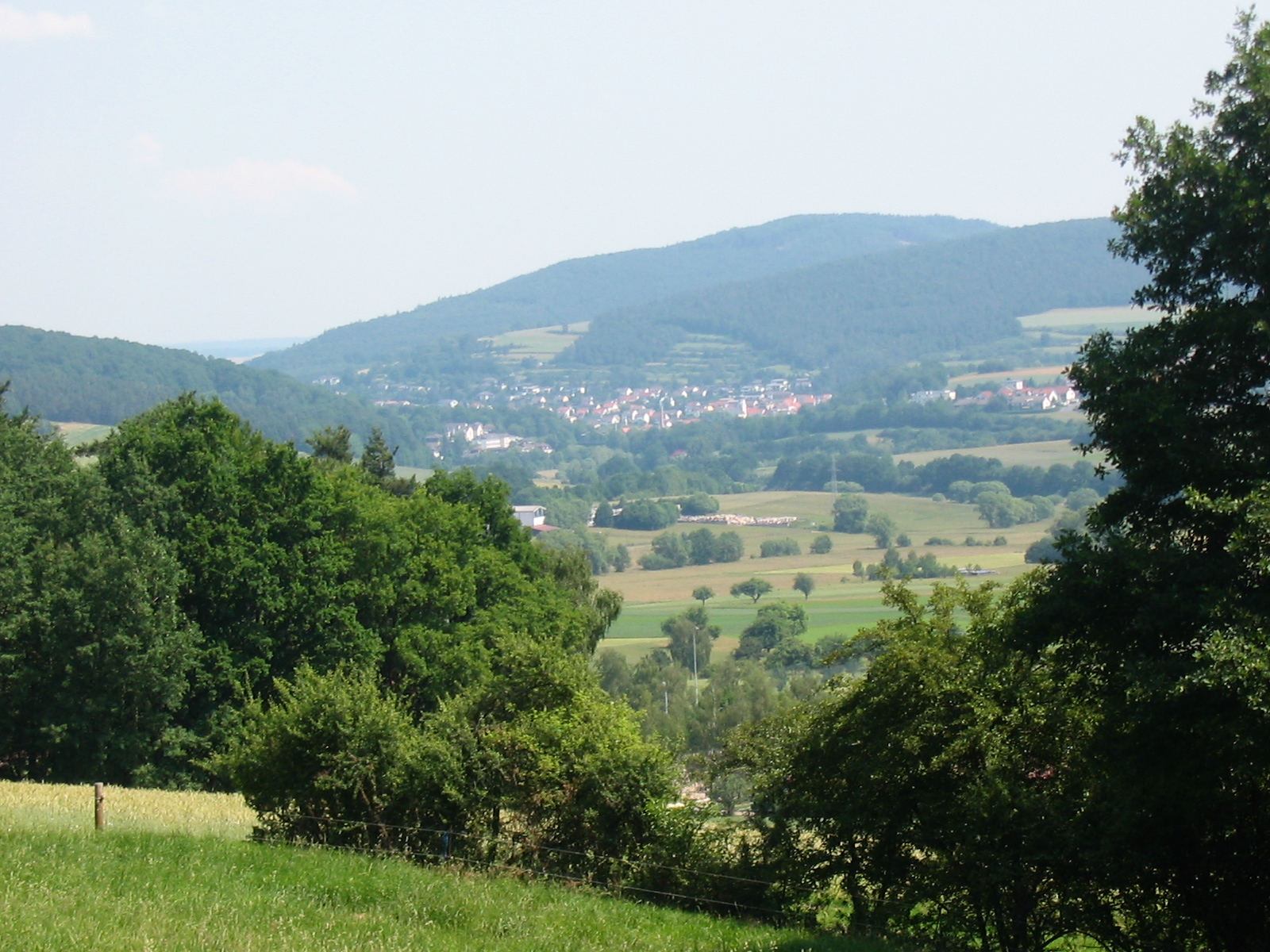
Blick vom Kreisjugendheim und Zeltlager Landenhausen in Richtung des Kurorts Bad Salzschlirf (Landkreis Fulda)

### Freischwimmbad
Die Errichtung des Kreisjugendheimes und Zeltlagers wurde Jahre später zum Anlass genommen für die Jugendlichen und die Bevölkerung ein Freischwimmbad in Landenhausen zu erbauen. Dieses entwickelte sich zu einem wichtigen Bestandteil der Gemeinde, das an das Sportzentrum mit zwei Fußballplätzen, Turnhalle und Reitanlage angrenzt. Das Schwimmbad wird vom Zeltlager, von der Gemeindebevölkerung und von vielen Menschen aus dem Umkreis und darüber hinaus besucht. Das Schwimmbad umfasst ein Schwimmerbecken mit Sprungblöcken, ein Nichtschwimmerbecken sowie ein Kinderbecken.

### Radwanderwege
Durch den Ortsteil Angersbach verlaufen folgende Radwanderwege:
- Der verlängerte Vulkanradweg, der auf der ehemaligen Trasse der Vogelsbergbahn von Altenstadt in der Wetterau bis Lauterbach führt und später bis Schlitz verlängert wurde.
- Der Vulkanradweg ist inzwischen Teil des BahnRadwegs Hessen, der von Hanau auf ehemaligen Bahntrassen ca. 250 km durch den Vogelsberg und die Rhön führt.
- Der Hessische Radfernweg R2 (Die Vier-Flüsse-Tour), startet in Biedenkopf und führt über 202 km durch die Flusstäler von Lahn, Lauter, Lüder und Fulda nach Sinntal im Spessart.
- Der Hessische Radfernweg R7 verbindet Werra und Taunus über den Vogelsberg.
- Die regionale Themenroute Gipfeltour verbindet die Wasserkuppe in der Rhön mit dem Hoherodskopf in Vogelsberg.
- Der Wartenberger Panorama-Weg[17] führt um das Gemeindegebiet Wartenbergs und ist für Wanderer, Reiter, Mountain-Biker und Nordic-Walker gedacht.

### Regelmäßige Veranstaltungen

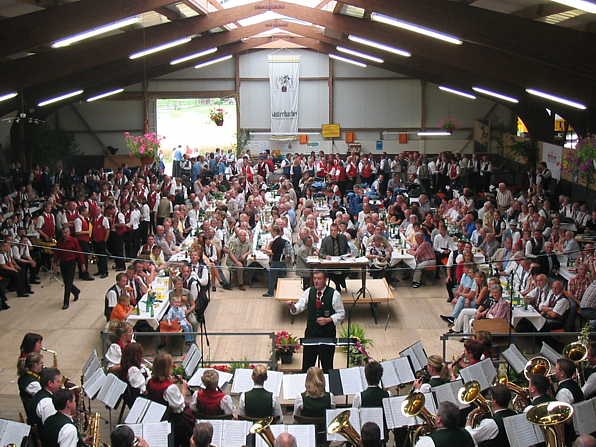
Reithalle Landenhausen: hier Bundesmusikfest 2005 der Musikvereinigung Fulda-Land-West

Wartenberg mit seinen Ortsteilen Angersbach und Landenhausen ist ein Ort für Festlichkeiten aller Art. Die folgenden Veranstaltungen finden regelmäßig statt:
- Februar: Das „Hutzelfeuer“ wird am Sonntag nach dem Aschermittwoch nach altem Brauch seit 1990 in Landenhausen entzündet.
- Mai: Das „Burgfest“ findet alljährlich am 1. Mai auf dem Burggelände der „Wartenbach“ im Ortsteil Angersbach statt.
- Mai: Über Pfingsten wird in Landenhausen ein großes Reitturnier ausgerichtet.
- August: Das „Ritterfest mit Markt und Turnier“ findet alle zwei Jahre im August auf der Burg Wartenberg statt.
- September/Oktober: Die „Kirmes“, das jährliche Erinnerungsfest an den Tag der Kirchweihe, findet sowohl in Angersbach als auch in Landenhausen statt.
- November: Seit 2005 veranstaltet der Kulturverein Landenhausen jährlich seinen „Kunstspaziergang Landenhausen“. Die Veranstaltung findet am Wochenende um den Ewigkeitssonntag statt
- November: Aller zwei Jahre wird in der evangelischen Kirche im Ortsteil Landenhausen ein „Vorweihnachtlichen Konzert“ der beheimateten musikalischen Vereine durchgeführt.
- November/Dezember: Ende November findet der „Weihnachtsmarkt Wartenberg“ rund um die evangelische Kirche in Angersbach statt.

## Wirtschaft und Infrastruktur

### Wirtschaftsstandort

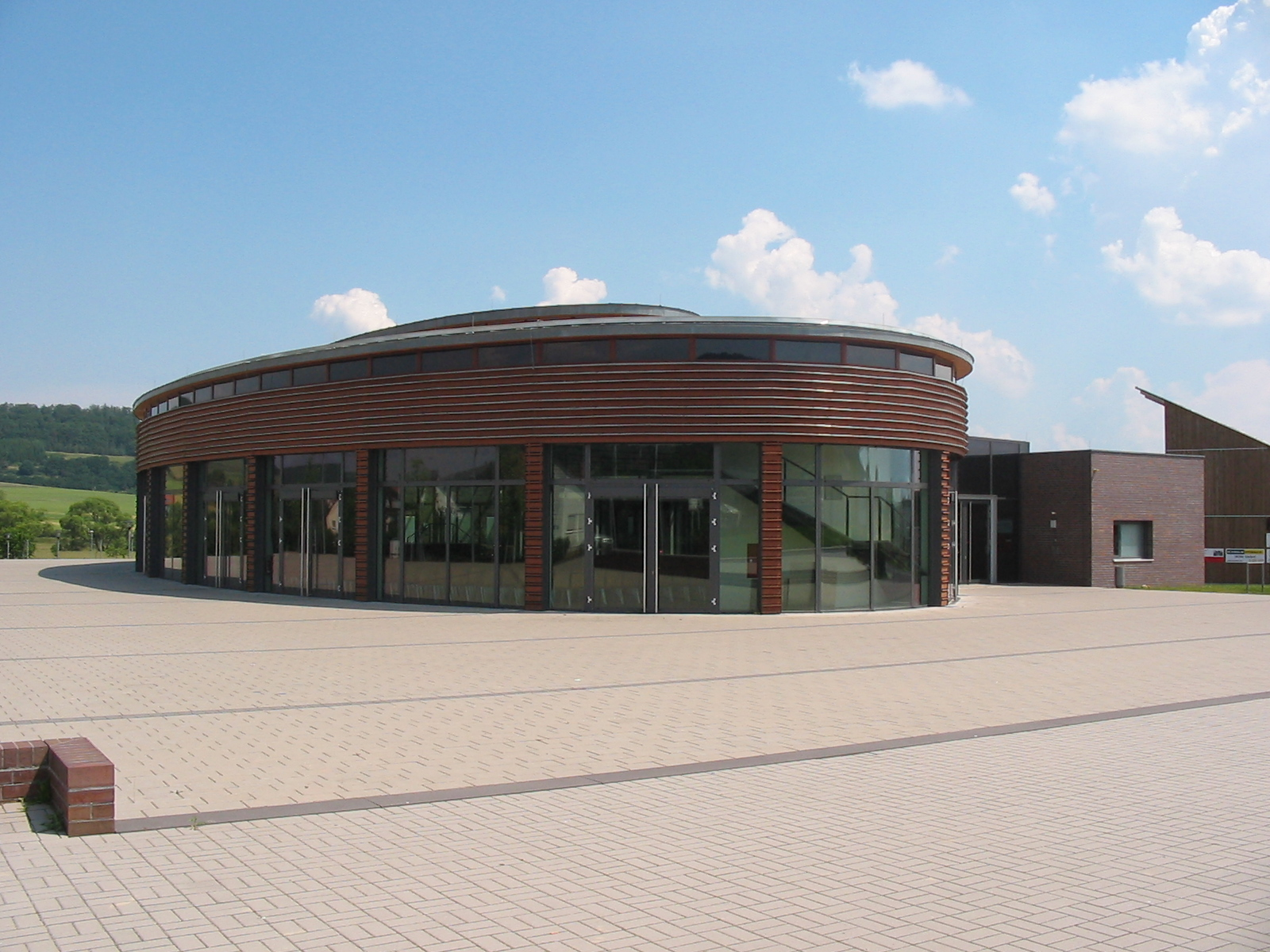
Das Wartenberg OVAL ist ein Veranstaltungsplatz und ein multifunktionaler Gebäudekomplex

Durch die Erschließung eines Gewerbegebietes Wartenberg im Ortsteil Angersbach hat sich die Gemeinde heute weitgehend von einer ursprünglichen landwirtschaftlichen Struktur hin zu einem Gewerbestandort für Unternehmen entwickelt. Die Gewerbestruktur setzt sich aus Unternehmen unterschiedlichster Branchen zusammen. Demzufolge siedelten sich industrielle Fertigungsbetriebe aus dem Bereich Holzverarbeitung
ebenso wie Unternehmen aus den Bereichen Elektronik, Maschinenbau und EDV an. Darüber hinaus sind Groß- und Einzelhandelsbetriebe sowie Handwerksbetriebe der verschiedensten Sparten und Dienstleistungsunternehmen vertreten. In Wartenberg sind derzeit über 200 Betriebe registriert. Im Wesentlichen orientieren sich diese auf die Wirtschaftsbereiche Private Dienstleistungen, Handwerk und Einzelhandel.
Eine Ortsumgehung soll langfristig beide Ortsteile vom starken Durchgangsverkehr der B 254 entlasten. Die Gewerbegebiete Ost und Südost und gewerblichen Bauflächen in Angersbach werden dann direkt über eine Abfahrt von der neuen Ortsumgehung erschlossen. Wartenberg schneidet im regionalen Vergleich im Bereich des Preisniveaus der gewerblichen Baufläche ausgesprochen vorteilhaft ab. Dies wird vor allem durch eine nicht so hohe Kosten verursachende und daher vorteilhafte Planung und Umsetzung der Flächenentwicklung herbeigeführt, die wiederum begünstigt wurde durch die ebene geographische Gegend und die Bodenverhältnisse im Gewerbegebiet.
Als überregional bekanntes Unternehmen mit seinem Hauptsitz in Wartenberg-Angersbach ist die BALZER Angelgeräte GmbH zu nennen, deren Tätigkeitsbereiche in der Entwicklung, Herstellung und im Vertrieb von Angelgeräten und Sportartikeln liegen.

### Verkehr

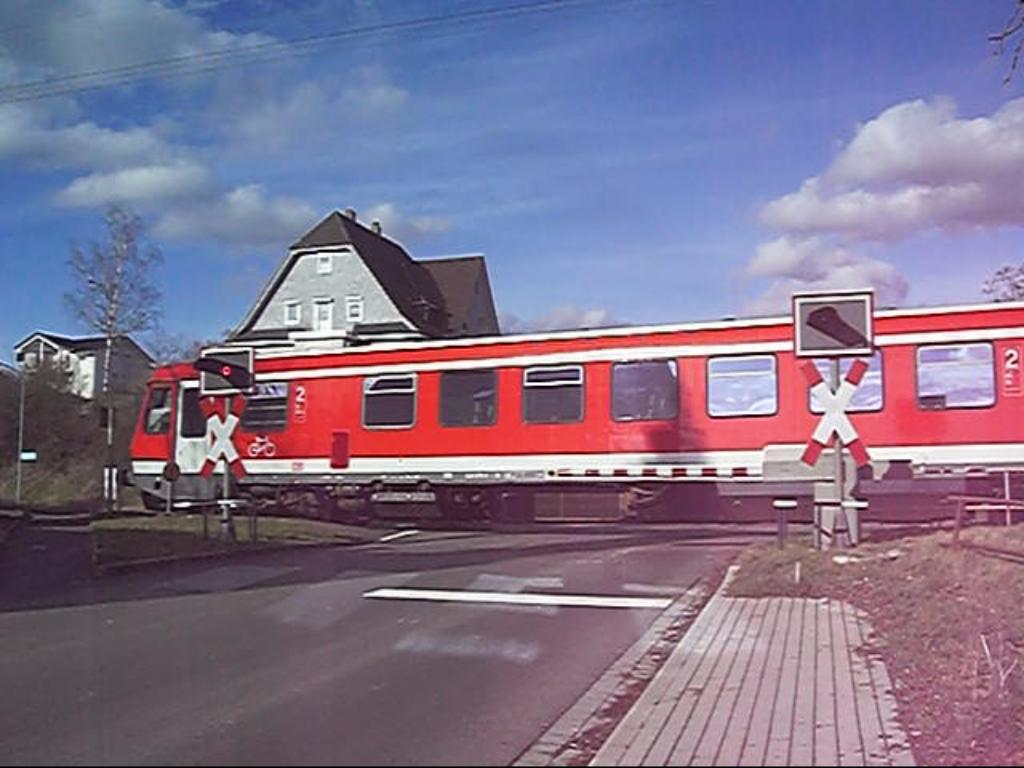
Bahnübergang der Vogelsbergbahn in Angersbach

Die Gemeinde liegt an der Bundesstraße 254, die über Alsfeld nach Fulda führt. Wartenberg ist über die B 254 von den Bundesautobahnen 5 und 7 zu erreichen. Der Flughafen Frankfurt Main ist 129 Kilometer von Wartenberg entfernt.
- Über den Bahnhof Angersbach, der an der Bahnstrecke Gießen–Fulda liegt,
- besteht am Bahnhof Fulda ein Zugang zum ICE-Netz der Deutschen Bahn AG.

Wartenberg (Angersbach und Landenhausen) wird im ÖPNV von den Linien VB-26 und VB-28 der Verkehrsgesellschaft Oberhessen mbH sowie der Regionalbuslinie 393 der Rhein-Main-Verkehrsverbund GmbH (RMV) erschlossen.

### Bildung
Grundschule

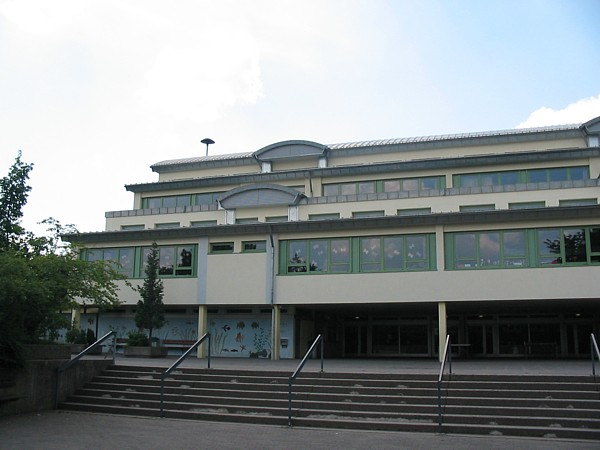
Mittelpunktschule Angersbach

- Mittelpunktschule Angersbach (MPS-Angersbach)[18]

Volkshochschule
- Zweigstelle der Volkshochschule des Vogelsbergkreises

Kindergärten
Insgesamt 150 Plätze
- Kindergarten Angersbach
- Kindergarten Landenhausen

## Persönlichkeiten

### Söhne und Töchter der Gemeinde
in chronologischer Sortierung:
- Friedrich von Wartenberg (* um 1180 in Angersbach; † um 1249 in Angersbach), Miterbauer und Herr der Burg Wartenberg, Ritter und Ministeriale im Dienste des Klosters Fulda
- Johann Alexander Ebel (* 18. Oktober 1723 in Landenhausen; † 11. Februar 1803), war Rektor der Lauterbacher Stadtschule, Stadtpfarrer, seit 1781 Inspektor und Oberpfarrer zu Lauterbach, damals Hauptstädtchen des Riedeselischen Gebiets
- Johann Georg Vollmöller (1742–1804), war Theologe, Prinzenerzieher und Hofmeister, Hofprediger in Offenbach und Schriftsteller
- Christian Dieffenbach (* 16. Juli 1791 in Angersbach; † 5. August 1853 in Künzell), Dekan und Stadtpfarrer zu Schlitz, Mitglied der Ersten Kammer des Großherzogtums Hessen-Darmstadt in den Jahren um die Deutsche Revolution 1848/49, sein Sohn Georg Christian Dieffenbach war Dichter und Pfarrer
- Karl Soldan (* 9. November 1801 in Angersbach; † 17. August 1846), Dr. theol., Theologe, Großherzoglich-Hessischer Schulinspektor und zweiter Lehrer am evangelischen Schullehrerseminar in Friedberg
- Georg Eurich (* 21. November 1920 in Landenhausen; † 18. Januar 2008 in Lauterbach-Blitzenrod), Pädagoge, Heimat-Fotograf und Buchautor

### Persönlichkeiten mit Bezug zu Wartenberg
- Horst-Wolfgang Heise (1917–2008), Generalapotheker
- Karl Maurer († 1975), war Studienrat, Heimatforscher, Leiter des Lauterbacher Hohhaus-Museums und SPD-Landtagsabgeordneter
- Rudolf Marx (* 1943), 2000 bis 2012 Landrat des Vogelsbergkreises (CDU), wuchs in Angersbach auf